# Alfred James Lotka
Alfred James Lotka, né le  2 mars 1880 à Lemberg en Autriche-Hongrie et mort à New York le 5 décembre 1949 est un mathématicien et statisticien américain, théoricien de la dynamique des populations.
Généralisant l'œuvre de Pierre François Verhulst, Vito Volterra et René Kuczynski (en), Alfred Lotka formule la théorie mathématique de la reproduction des espèces sexuées et définit les notions de « population stable » et de « population stationnaire ».
Son nom est associé aux équations de Lotka-Volterra de la dynamique des populations.
Il s'est aussi intéressé à la manière dont la science se développe : en se basant sur l'étude de l'index des Chemical abstracts, il a formulé en 1926 la loi de productivité scientifique, qui établit une relation hyperbolique entre le nombre de chercheurs publiants et le nombre d'articles scientifiques publié par chacun d'entre eux. Ces recherches ont ouvert la voie à la scientométrie.

## Biographie
Son père, Jacques Lotka (1841-1907), naquit à Dobra, près de Kalisz (actuellement en Pologne). Il avait commencé à apprendre la typographie. C'était un juif converti au christianisme ; il se fit baptiser en 1863 à Londres, au sein de  l'Église épiscopale des États-Unis. Il étudia de 1864 à 1867 à la Mission des pèlerins Saint Chrischona, qui avait été fondée en 1840 par Christian Friedrich Spittler à Bettingen près de Bâle. Il se maria avec Marie Doebely, une alsacienne originaire de Mulhouse ; ils parlaient français à la maison. Jacques partit ensuite en mission en Amérique du Nord, où les époux ont probablement acquis la nationalité américaine. Puis la Société londonienne de promotion du christianisme chez les juifs envoya Jacques avec son épouse de 1873 à 1881 à Lemberg (aujourd'hui Lviv); c'est là que naquit Alfred James. De 1881 à 1884, Jacques fut seul en mission en Perse. Il avait six enfants (parmi lesquels Johnny, Paul, Elisabeth, Alfred et Alfred James). Alfred James était sans doute le benjamin. Ce dernier reçut une éducation internationale, d'abord en France puis à l'université de Birmingham où il passa sa licence de 1899 à 1901 avec notamment John Henry Poynting comme professeur, puis à l'université de Leipzig (1901-02) et à l'Université Cornell, où il passa sa maîtrise de chimie. À Leipzig, il s'intéressa particulièrement aux leçons de chimie physique de Wilhelm Ostwald.
Il a été préparateur pour la General Chemical Company (1902–1908, puis 1914–1919) avec une interruption entre 1909 et 1912 pour préparer sa thèse ès sciences à l’université de Birmingham, tout en travaillant pour le Bureau des Brevets américain et, en tant qu'éditeur, pour le Scientific American Supplement de 1911 à 1914.  Les premières publications de Lotka étaient consacrées aux processus de mélange de gaz (1907), aux réactions chimiques oscillantes (1910), mais aussi aux données démographiques comme le taux de natalité et le taux de mortalité, (1907) ou à la pyramide des âges (1911). C'est d'ailleurs au cours de ses années de formation qu'il publia une interprétation de la Théorie de l'évolution par des processus physiques. On retrouve cet intérêt pour le vivant dans son essai de 1925, Elements of Physical Biology (réimprimé en 1956 sous le titre Elements of Mathematical Biology). Lotka y annonce une nouvelle discipline scientifique : la biologie physique, dont l'objet est la transposition des lois de la Chimie physique aux systèmes biologiques. Il fonde son approche sur l'hypothèse selon laquelle les transformations cellulaires (ou Évolutions) peuvent être interprétées comme des conversions d'énergie, et peuvent à ce titre être analysées par les lois de la thermodynamique. Dans cette représentation du monde, le minéral comme le vivant ne sont que les composants d'un système global de dégradation de l'énergie,,. Cette thèse lui valut une reconnaissance posthume aussi bien des théoriciens des systèmes comme Ludwig von Bertalanffy que des écologistes des années 1960 et 1970, comme l'Américain Howard T. Odum.
Mais Lotka est passé à la postérité pour sa formulation mathématique des lois de la dynamique des populations, exposées pour la première fois dans ses Elements of Physical Biology. Ce modèle prédateurs et proies permet de décrire l'évolution quantitative de deux populations en interaction. Vito Volterra, un mathématicien et physicien romain, avait formé ces équations différentielles et les lois d'équilibre qui en découlent, indépendamment de Lotka. Après leur publication par Volterra en 1926, les deux chercheurs correspondirent entre eux. Même si Volterra mettait plutôt l'accent sur leurs différences de conception, on parle aujourd'hui indifféremment d’« équations de Lotka-Volterra. » Lotka formula d'autres lois statistiques quantitatives, cette fois en bibliométrie : la loi de Lotka (en) relie le nombre de publications d'un individu au nombre de personnes qui ont le même nombre de publications.
Il fut ensuite professeur auxiliaire à l'université Johns Hopkins (1922–1924) et travailla en tant que statisticien pour les assurances MetLife de 1924 à sa retraite, en 1947. Le fonds Alfred J. Lotka est conservé dans la bibliothèque de manuscrits Seeley G. Mudd, à Princeton.

## Travaux

### Livres
- Elements of Physical Biology (1924)
- Théorie analytique des associations biologiques (Hermann, Paris, 1934 et 1939)

### Articles
- Alfred J. Lotka, Applications de l'analyse au phénomène démographique. Journal de la société française de statistique, Tome 74 (1933), p. 336-343
- (en) Alfred J. Lotka, « The frequency distribution of scientific productivity », Journal of the Washington Academy of Sciences, Washington, Washington Academy of Sciences (d), vol. 16, no 4,‎ 1926, p. 317-323 (ISSN 0043-0439 et 2573-2110, OCLC 1769417, JSTOR 24529203).